# Bernhard von Gaza
Bernhard von Gaza (født 6. maj 1881 på Usedom, død 25. september 1917) var en tysk roer, som deltog i de olympiske lege 1908 i London.
Von Gaza var tysk mester i singlesculler i 1907 samt i dobbeltsculler i 1907 og 1908.
Han deltog derpå i OL 1908, hvor han stillede op i singlesculler. Her vandt han i første runde over en ungarer og i kvartfinalen over en canadier. I semifinalen kunne han dog ikke følge med briten Harry Blackstaffe, og von Gaza opgav undervejs. Blackstaffe vandt derpå finalen mod en anden brite, Alexander McCulloch. Der blev kun uddelt guldmedaljer ved legene, men i lighed med senere lege regnes taberen af finalen som sølvmedaljevinder og taberne af semifinalerne, her von Gaza og ungareren Károly Levitzky, som bronzemedaljevindere.
Von Gaza blev igen tysk mester i singlesculler i 1911, mens han blev nummer to i 1912 og 1913. Desuden vandt han Holland Beker-løbet i 1911 og 1912.
Han var oberleutnant i 185. infanteriregiment under 1. verdenskrig og blev såret af en granat i begyndelsen af 1915. I 1916 modtog han Jernkorset for lederskab og mod ved fronten. Han deltog i slaget ved Passchendaele i september 1917, hvor hans regiment blev taget til fange af britiske styrker. Det menes, at han døde i britisk fangenskab.